# Perspectief 21

Bunnik, de gemeente waarin P21 actief is.

Perspectief 21 (P21) is een Nederlandse lokale politieke partij in de gemeente Bunnik. P21 is een samenwerking tussen de  PvdA, GroenLinks en ongebondenen. De partij is sinds 1998 in de gemeenteraad vertegenwoordigd.

## Geschiedenis
De partij kent zijn oorsprong in de jaren 1970. Toen gingen de partijen PvdA, D66 en PPR in de raad samenwerken onder de naam PAK (Progressief Akkoord). In de jaren die volgden werd soms wel en soms niet samengewerkt. De reden was meestal dat personen op de beoogde kieslijst wel of niet samen 'door één deur' konden. Om een steviger samenwerkingsverband te krijgen werd in de jaren 1980 door bestuursleden van PvdA (Kaas), GroenLinks (Jorna) en D66 (vd Heij) een toekomstgerichte discussieronde in de drie Bunnikse dorpen (Werkhoven, Odijk en Bunnik) gestart. Daaruit bleek dat de partijen op lokaal niveau inhoudelijk dicht bij elkaar stonden. Om te voorkomen dat, telkens bij het meedoen aan de gemeenteraadsverkiezingen, men het op personen of detailpunten liet afweten werd in 1993 een eerste poging gedaan om een nieuwe lokale progressieve partij te starten. Dat mislukte. In de volgende vier jaar werkten PvdA (Dick Kaas) en GL (John Jorna) wel succesvol toe naar de oprichting van Perspectief 21. Die bleek de instemming van bijna alle leden van GL en PvdA te hebben. D66 liet het daarbij afweten. Bewust werd al vanaf de oprichting voor functies ook gerekruteerd uit personen die geen lid waren van de moederpartijen maar wel links beleid voorstonden.
Cabaretier Vincent Bijlo is GroenLinks-lid en was in 2006 lijstduwer van P21. 

## Gemeenteraad
De gemeenteraad in Bunnik bestaat sinds 2018 uit 17 gemeenteraadsleden (tussen 1970 en 2018 waren dat er 15 en in 1966 13).
In het onderstaande overzicht is te zien hoe, sinds de samenvoeging tot de nieuwe gemeente Bunnik, de afzonderlijke linkse partijen steeds vaker samen optrokken.
| Gemeenteraadsverkiezingen gemeente Bunnik | Gemeenteraadsverkiezingen gemeente Bunnik | Gemeenteraadsverkiezingen gemeente Bunnik | Gemeenteraadsverkiezingen gemeente Bunnik | Gemeenteraadsverkiezingen gemeente Bunnik | Gemeenteraadsverkiezingen gemeente Bunnik | Gemeenteraadsverkiezingen gemeente Bunnik | Gemeenteraadsverkiezingen gemeente Bunnik | Gemeenteraadsverkiezingen gemeente Bunnik | Gemeenteraadsverkiezingen gemeente Bunnik | Gemeenteraadsverkiezingen gemeente Bunnik | Gemeenteraadsverkiezingen gemeente Bunnik | Gemeenteraadsverkiezingen gemeente Bunnik | Gemeenteraadsverkiezingen gemeente Bunnik | Gemeenteraadsverkiezingen gemeente Bunnik | Gemeenteraadsverkiezingen gemeente Bunnik |
| ----------------------------------------- | ----------------------------------------- | ----------------------------------------- | ----------------------------------------- | ----------------------------------------- | ----------------------------------------- | ----------------------------------------- | ----------------------------------------- | ----------------------------------------- | ----------------------------------------- | ----------------------------------------- | ----------------------------------------- | ----------------------------------------- | ----------------------------------------- | ----------------------------------------- | ----------------------------------------- |
| jaar                                      | 2022                                      | 2018                                      | 2014                                      | 2010                                      | 2006                                      | 2002                                      | 1998                                      | 1994                                      | 1990                                      | 1986                                      | 1982                                      | 1978                                      | 1974                                      | 1970                                      | 1966                                      |
| zetels                                    | 17                                        | 17                                        | 15                                        | 15                                        | 15                                        | 15                                        | 15                                        | 15                                        | 15                                        | 15                                        | 15                                        | 15                                        | 15                                        | 15                                        | 13                                        |
| PvdA/D66/PPR of PAK                       |                                           |                                           |                                           |                                           |                                           |                                           |                                           |                                           |                                           |                                           |                                           | 4                                         | 4                                         | 2                                         |                                           |
| PvdA/D66                                  |                                           |                                           |                                           |                                           |                                           |                                           |                                           |                                           | 3                                         |                                           | 3                                         |                                           |                                           |                                           |                                           |
| PvdA                                      |                                           |                                           |                                           |                                           |                                           |                                           |                                           | 1                                         |                                           | 2                                         |                                           |                                           |                                           |                                           | 1                                         |
| PSP                                       |                                           |                                           |                                           |                                           |                                           |                                           |                                           |                                           |                                           |                                           | 1                                         |                                           |                                           |                                           |                                           |
| PPR/PSP                                   |                                           |                                           |                                           |                                           |                                           |                                           |                                           |                                           |                                           | 2                                         |                                           |                                           |                                           |                                           |                                           |
| GroenLinks                                |                                           |                                           |                                           |                                           |                                           |                                           |                                           | 2                                         | 2                                         |                                           |                                           |                                           |                                           |                                           |                                           |
| Perspectief 21                            | 6                                         | 8                                         | 6                                         | 7                                         | 6                                         | 5                                         | 4                                         |                                           |                                           |                                           |                                           |                                           |                                           |                                           |                                           |
| KVP                                       |                                           |                                           |                                           |                                           |                                           |                                           |                                           |                                           |                                           |                                           |                                           |                                           | 5                                         | 7                                         | 7                                         |
| PC Kiesvereniging                         |                                           |                                           |                                           |                                           |                                           |                                           |                                           |                                           |                                           |                                           |                                           |                                           | 3                                         | 3                                         | 3                                         |
| CDA                                       | 5                                         | 5                                         | 4                                         | 4                                         | 5                                         | 5                                         | 5                                         | 6                                         | 7                                         | 6                                         | 6                                         | 8                                         |                                           |                                           |                                           |
| D66                                       | 3                                         |                                           |                                           |                                           | 1                                         | 2                                         | 2                                         | 2                                         |                                           | 1                                         |                                           |                                           |                                           | 1                                         |                                           |
| VVD                                       | 3                                         |                                           |                                           |                                           | 3                                         | 3                                         | 4                                         | 4                                         | 3                                         | 4                                         | 5                                         | 3                                         | 3                                         | 2                                         | 2                                         |
| De Liberalen                              |                                           | 4                                         | 5                                         | 4                                         |                                           |                                           |                                           |                                           |                                           |                                           |                                           |                                           |                                           |                                           |                                           |